# Skotské dudy

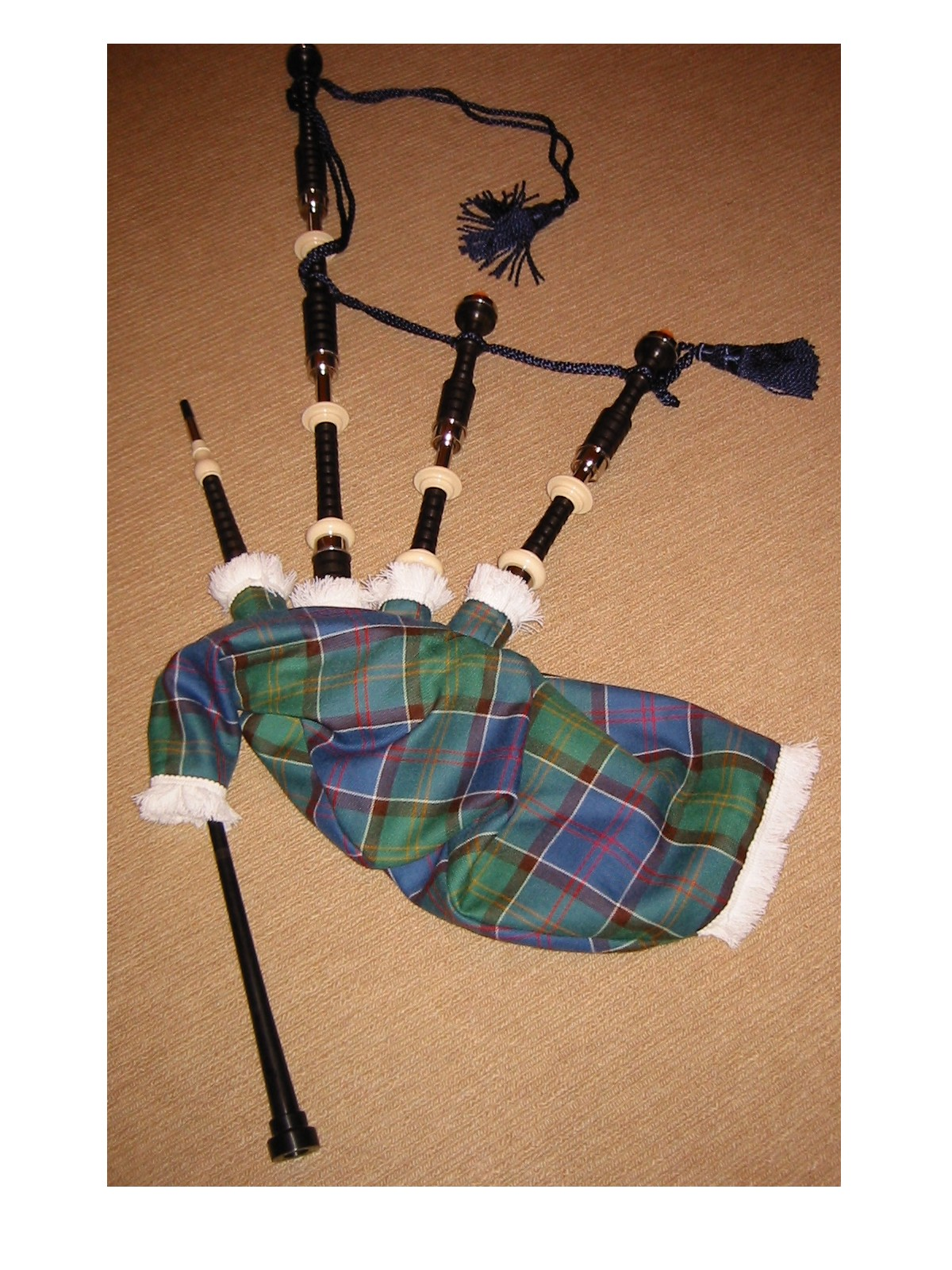
Dudy

Skotské dudy patří do skupiny aerofonů s dvojitým plátkem. Při dělení dle způsobu vrtání melodické píšťaly, se jedná o kónické (kuželové) vrtání. Tvar kónického typu zvnějšku zdánlivě připomíná konec trubky či polnice a průměr vnitřního otvoru se postupně rozšiřuje shora dolů. Kónický typ je často vyroben z jednoho kusu dřeva (v současnosti bývá někdy nahrazováno plastem) a vybaven dvojplátkem (podobný jako např. u hoboje). Kónický typ dud je velmi hlučný a má velmi pronikavý zvuk.

## Historie
Zvuk dud je velmi často spojován právě se Skotskem. Nejedná se však o původní skotský či dokonce keltský nástroj. Ještě před dvěma či třemi sty let byly dudy běžným nástrojem prakticky po celé Evropě a jejich varianty se dosud vyskytují v lidové hudbě celé Evropy. O tom, že v minulosti se jednalo o naprosto běžný hudební nástroj, svědčí i množství vyobrazení jak od neznámých umělců, tak například od Dürera, Breughela, Hogartha a dalších.
Dudy se pravděpodobně vyvinuly z jednoho nástroje v hlubokém dávnověku. Kónický typ byl nalezen například při vykopávkách ve starém Egyptě a cylindrický typ byl velmi populární ve starověkém Řecku. Pozůstatek dvouplátkového nástroje se našel i ve starověkém Sumeru. Existují slabé náznaky, že dudy byly známé i ve starověkém Římě. Známý je příběh, podle něhož hrál císař Nero na píšťalu připojenou k vaku, jenž mačkal paží. Nedostatek důkazů o existenci dud ve starověkém Římě je dán pravděpodobně tím, že dudy byly pramálo známé vzdělancům oné doby a byly vnímány jako nedůležitý či dokonce podřadný nástroj tehdejšími profesionálními hudebníky.
Až do 12. století tak byly dudy pravděpodobně velmi okrajovým nástrojem, který přetrvával pouze v uzavřených komunitách, v nichž se možná udržel jako relikt z dávné doby. Změna nastala s křižáckými výpravami. Nastala „renesance“ dud v Evropě. Pravděpodobným impulsem byl střet s tehdy velmi vyvinutou a kulturní civilizací na Blízkém východě, znovuobjevení již zapomenutých znalostí. Okolo roku 1200 byla situace v Evropě již naprosto odlišná. Dudy jsou zobrazeny v manuskriptech, na církevních i světských plastikách. S dudami se v této době setkáme prakticky v celé Evropě, od Švédska po Itálii, od Balkánu po Anglii. Většinou se setkáváme s vyobrazením chanteru kónického typu připojeného k vaku ve tvaru vaku na víno a s jednou basovou píšťalou.
Používání basové píšťaly přišlo pravděpodobně ve stejný okamžik s vakem či možná o něco později. Nicméně již ve 13. století byly dudy s jednou basovou píšťalou široce rozšířeny (Anthony Baines, Woodwind Instruments and their History, London, 1977). Basová píšťala vypadala prakticky stejně, jako dnes – několik samostatných dílů, jejichž nastavením bylo možné píšťalu naladit, a „trumpetové“ či „zvonové“ ukončení. Plátek byl pravděpodobně jednoduchý (stejný jako u dud cylindrického typu).
Nejstarší záznamy o dudách v Británii se vztahují k Anglii, kde je můžeme nalézt zobrazené například na náhrobním kamenu z počátku 13. století v Northumberlandu (G. V. B. Charlton, The Northumbrian Bagpipes, Archeologia Aeliana, 1927). První písemný záznam se vztahuje k dudákům hrajícím na královském dvoře. V tomto dokumentu z roku 1334 se také poprvé objevuje slovo dudy v Británii. O padesát let později, přesněji v roce 1386 se s dudami také poprvé setkáváme v anglické literatuře – v Povídkách canterburských od Williama Chaucera. Nejstarší zachované dudy (či spíše jejich část), které jsou datovány do konce 13. či počátku 14. století, pochází z Anglie a byly nalezeny při vykopávkách na hradě Weoley v hrabství Warwick.
První písemné zprávy o dudách ve Skotsku pocházejí z doby podstatně mladší. První zmínky nalezneme např. ve hře napsané králem Jakubem I. (panoval v letech 1424-1437) či v účetních záznamech o proplácení dvorních hudebníků z počátku 16. století, kde vedle mnoha dalších byla proplacena určitá částka i anglickému (sic!) dudákovi. Z keltských oblastí jsou záznamy ještě mladšího data – ze skotské Vysočiny pocházejí z roku 1549 a z Irska z období konce vlády Tudorovců. V keltských oblastech také dudy, respektive dudáci plnili naprosto jiné úkoly, nežli jinde v Evropě. V Evropě se dudáci dělili do dvou základních skupin. První z nich byli městští či vesničtí dudáci, většinou velmi svérázné typy, často alkoholici, žebráci či osoby stojící na okraji společnosti, kteří hráli během trhů, svateb, pohřbů. Druhou skupinu tvořili pastevci či ovčáci, kteří trávili většinu roku mimo společnost a dudy používali nejen pro zábavu, ale též ke svolávání stáda. V keltském Skotsku a Irsku však dudy sloužily jako nástroj, který měl podněcovat bojovníky do bitvy a jímž byli též oplakáváni mrtví válečníci. Byli zde také vesničtí či církevní dudáci, nicméně rozdíl oproti dudákům ve zbytku Evropy je více než zřetelný. Při bitvě u Pinkie poblíž Edinburghu v roce 1549 je zaznamenáno, že „ zatímco se Francouzi připravovali k bitvě, divocí Skoti se do zbraně svolávali zvukem dud“ (Beague, Histoire de la Guerre d'Ecosse, 1556). Téměř totožná zpráva pochází i z Irska. V roce 1544 pochodovali irští vojáci Londýnem za zvuku dud a v roce 1566 v bitvě místo obligátních trubek používali dudy.
První skotské dudy byly pravděpodobně pouze s jedním dronem – basovým. Dvoudronové dudy se v Evropě rozšířily někdy v průběhu šestnáctého století. Pravděpodobně první obrázek skotských dud s třemi drónami nalezneme na obrázku z roku 1683, na kterém jsou znázorněni britští vojáci na přístavním mole v Tangieru. V pozadí je vidět skupina čtyř dudáků, s pravděpodobně třídronovými dudami (obraz je uložen v Národním námořním muzeu v Greenwichi).
Materiálem pro výrobu prvních skotských dud bylo původně dřevo z místních zdrojů (zimostráz, cesmína, švestka, jabloň, apod.). Spoje se dělaly buď z rohoviny, olova či cínu. Dovozový materiál jako např. blackwood či slonovina se ve Skotsku rozšířily v osmdesátých letech 18. století. Zpočátku byl používán i eben, ale později převládl blackwood, který se ukázal jako podstatně výhodnější materiál. Pro levnější varianty se používal a používá dřevo kokosových palem.
Od roku 1781 začali dudáci soutěžit v soutěži, kterou pořádala Highland Society of London. První cenou pro vítěze byly skotské dudy. Nejméně jedny tyto dudy z prvopočátků soutěže se dochovaly a jsou velmi podobné dudám současným. Ve viktoriánské době se rozšířilo používání těžší slonoviny a pro nejdražší dudy i stříbrné kování.
Dudáci (a tím pádem i výrobci) se brání jakékoliv změně, která by změnila výsledný zvuk dud. Proto také dosud nemají skotské dudy žádnou mechaniku, neumožňují chromatické ladění, stejně jako neumožňují hraní o oktávu výše. Jediné změny, ke kterým v průběhu let došlo, se většinou týkají konstrukce chanteru. Moderní chantery jsou lehčí, jejich stěny jsou tenčí a většina již nemá slonovinové zakončení. Jejich zvuk je vyrovnanější. Ačkoliv jsou hlubší tóny stále hlasitější než tóny vysoké, rozdíl již není natolik markantní. Další změnou je používání plastů místo dřeva. Plastové chantery jsou podstatně levnější a kvalita celkové produkce je vyrovnanější. Pro jednodušší ladění jsou určeny hlavně pro dudácké skupiny, pro sólová vystoupení však nejsou tak vhodná.
Ale zpět k dudám v Evropě. Závěrem lze shrnout, že v Evropě byly dudy znovuobjeveny v průběhu 12. století a že se velmi rychle rozšířily po celém kontinentu. Do Anglie se dudy dostaly v průběhu 13. století, nebyly však přijaty v konzervativním prostředí keltských oblastí Skotska a Irska. Zde se rozšířily až mnohem později (nejpozději však v 15. století). Neexistují však žádné důkazy, které by dokazovaly, že dudy se dostaly do Irska ze Skotska či opačně. V současné době zažívají dudy (a to nejen skotské) svoji další renesanci, a to nejen v tradiční hudbě, ale i v hudbě moderní.